# Будинок готелю «Росава»
Будинок готе́лю «Роса́ва» — дев'ятиповерхова будівля в центрі Черкас, на вул. Верхня Горова, будинок 29, збудована 1990 року з метою використання як готелю. Двозірковий готель «Росава» займав будівлю у 1990—2013 роках. З 2013 року в будівлі розташований Апеляційний суд Черкаської області.

## Готель
Готель мав 162 номери на 311 осіб. У номерах були телевізор, туалет, душ та балкон. В окремих номерах були холодильник, кондиціонер, сауна, супутникове телебачення.
Готель належав до економ-класу та пропонував послуги «bed&breakfast». Окремий поверх здавався для проживання з оплатою помісячно.
Окрім номерів готель мав власний ресторан «Росава» на 3 зали, бар, конференц-зал, пральню, салон краси, перукарня, нічний клуб, більярдну залу, стоматологічний кабінет, інтим-бутік, салон тату, ремонт взуття.
Директором готелю у 1990—2009 роках був Микола Іванович Петренко, пізніше — Сергій Кураса. Готель належав компанії «Укрпрофтур».
Готель був також відомий своїми двома пам'ятниками перед головним фасадом — варенику (встановлено в 2006 році) та жіноцтву (2009), які були створені на замовлення директора закладу. Демонтовані 16.10.2013 р.
Докладніше: Пам'ятник варенику

## Будівля суду
2013 року перейшов у власність Фонду державного майна який передав будівлю в оренду апеляційному суду області. Спочатку суд займав лише перший поверх, але надалі 2017 року було оголошено конкурс на реконструкцію всієї будівлі.